# Områder med arealer på mellem 100.000 km² og 1.000.000 km²
Som en hjælp til sammenligning af størrelsesforhold mellem forskellige overfladearealer, er her en liste over områder mellem 100.000 km² og 1.000.000 km². 
- Områder mindre end 100.000 km²
- 100.000 km² svarer til:
  - Et kvadrat med sider på 316 km
  - En cirkel med en radius på 178 km
- 100.210 km2 — Sydkorea
- 100.860 km² — Cuba (land placeret som nummer 106 efter areal)
- 101.800 km² — Zhejiang – provins i Folkerepublikken Kina
- 102.173 km² — Serbien og Montenegro
- 102.600 km² — Jiangsu – provins i Folkerepublikken Kina
- 103.000 km² — Island
- 108.890 km² — Guatemala
- 111.002 km² — Bulgarien
- 111.370 km² — Liberia
- 111.390 km² — Newfoundland – øen i Canada
- 112.492 km² — Honduras
- 112.620 km² — Benin
- 114.050 km² — Nordøen – New Zealands næststørste ø
- 118.480 km² — Malawi
- 120.540 km² — Nordkorea
- 121.320 km² — Eritrea
- 121.400 km² — Fujian – provins i Folkerepublikken Kina
- 124.450 km² — Sarawak – den største delstat i Malaysia
- 130.373 km² — Nicaragua
- 130.395 km² — England
- 130.800 km² — Grækenland (område)
- 131.940 km² — Grækenland
- 139.400 km² — Anhui – provins i Folkerepublikken Kina
- 140.800 km² — Nepal
- 143.100 km² — Tadsjikistan
- 145.900 km² — Liaoning – provins i Folkerepublikken Kina
- 148.460 km² — Bangladesh
- 151.215 km² — Sydøen – New Zealands største ø
- 155.707 km² — Orissa – delstat i Indien
- 156.700 km² — Shandong – provins i Folkerepublikken Kina
- 156.800 km² — Shanxi – provins i Folkerepublikken Kina
- 160.000 km² — Adriaterhavet – hav mellem Italien og Balkan-halvøen
- 163.270 km² — Surinam
- 163.610 km² — Tunesien
- 166.900 km² — Jiangxi – provins i Folkerepublikken Kina
- 167.000 km² — Henan – provins i Folkerepublikken Kina
- 176.100 km² — Guizhou – provins i Folkerepublikken Kina
- 176.220 km² — Uruguay
- 177.900 km² — Guangdong – provins i Folkerepublikken Kina
- 181.040 km² — Cambodia
- 185.180 km² — Syrien
- 185.900 km² — Hubei – provins i Folkerepublikken Kina
- 187.400 km² — Jilin – provins i Folkerepublikken Kina
- 187.700 km² — Hebei – provins i Folkerepublikken Kina
- 196.024 km² — Gujarat – delstat i Indien
- 196.712 km² — Senegal
- 199.900 km² — Kirgisistan
- 205.800 km² — Shaanxi – provins i Folkerepublikken Kina
- 207.600 km² — Hviderusland
- 211.800 km² — Hunan – provins i Folkerepublikken Kina
- 214.970 km² — Guyana
- 230.000 km² — Great Barrier Reef – verdens største koralrev, beliggende ved Australien
- 230.340 km² — Rumænien (område)
- 236.040 km² — Uganda
- 236.700 km² — Guangxi – autonom region i Folkerepublikken Kina
- 236.800 km² — Laos
- 238.400 km² — Rumænien
- 238.533 km² — Ghana
- 243.610 km² — Det Forenede Kongerige Storbritannien og Nordirland (område)
- 243.610 km² — Storbritannien
- 243.610 km² — Det Forenede Kongerige Storbritannien og Nordirland
- 245.857 km² — Guinea
- 255.804 km² — Jugoslavien – østeuropæisk republik der bestod fra 1945 til 1992
- 267.667 km² — Gabon
- 268.900 km² — New Zealand
- 270.500 km² — New Zealand (område)
- 274.200 km² — Burkina Faso
- 283.560 km² — Ecuador
- 294.020 km² — Italien (område)
- 294.330 km² — Labrador – region i Canada
- 301.230 km² — Italien (total)
- 304.465 km² — Polen (område)
- 305.470 km² — Finland (område)
- 307.860 km² — Norge (område)
- 308.000 km² — Maharashtra – delstat i Indien
- 309.500 km² — Oman
- 312.685 km² — Polen
- 322.460 km² — Elfenbenskysten (Côte d'Ivoire)
- 323.220 km² — Norge
- 329.560 km² — Vietnam
- 329.750 km² — Malaysia
- 338.462 km² — Finland
- 338.300 km² — USA's nationalparkers samlede areal
- 342.000 km² — Demokratiske Republik Congo (Congo-Brazzaville)
- 343.000 km² — Filippinerne
- 349.223 km² — Tyskland (område)
- 357.588 km² — Tyskland
- 370.000 km² — Kaspiske Hav – verdens største indlandshav og/eller sø
- 373.872 km² — Newfoundland og Labrador (område)
- 376.978 km² — Montana (område)
- 379.835 km² — Japan
- 390.580 km² — Zimbabwe
- 394.100 km² — Yunnan – provins i Folkerepublikken Kina
- 398.000 km² — Amalthea – en af planeten Jupiters måner
- 405.212 km² — Newfoundland og Labrador – provins i Canada
- 406.750 km² — Paraguay
- 410.000 km² — Californien – delstat i USA
- 410.934 km² — Sverige (område)
- 422.000 km² — Sortehavet – indhav forbundet med Middelhavet
- 437.072 km² — Irak
- 440.000 km² — Rødehavet – havet mellem Afrika og Den Arabiske Halvø
- 447.400 km² — Usbekistan
- 454.000 km² — Gansu – provins i Folkerepublikken Kina
- 450.295 km² — Sverige
- 460.000 km² — Heilongjiang – provins i Folkerepublikken Kina
- 462.840 km² — Papua New Guinea
- 474.391 km² — Yukon (område)
- 475.440 km² — Cameroun
- 480.000 km² — Induskulturens område da den var på sit højeste; beliggende i Indusdalen i det nuværende Pakistan
- 482.443 km² — Yukon – territorium i Canada
- 485.000 km² — Sichuan – provins i Folkerepublikken Kina
- 488.100 km² — Turkmenistan
- 500.000 km² — Kalahari-ørkenen i Afrika
- 505.990 km² — Spanien (område)
- 505.990 km² — Spanien
- 514.000 km² — Thailand
- 527.970 km² — Yemen
- 543.965 km² — Frankrig (kun den europæiske del; data fra det franske landområderegister; eksklusive søer, damme og gletsjere større end 1 km², samt flodmundinger)
- 550.000 km² — Balkan – område i den sydøstlige del af Europa
- 551.695 km² — Frankrig (kun den europæiske del; data fra det nationale franske geografiske institut)
- 553.556 km² — Manitoba (område)
- 582.646 km² — Kenya
- 587.040 km² — Madagaskar
- 591.670 km² — Saskatchewan (område)
- 600.370 km² — Botswana
- 603.700 km² — Ukraine
- 622.984 km² — Centralafrikanske Republik
- 637.657 km² — Somalia
- 642.317 km² — Alberta (område)
- 647.500 km² — Afghanistan
- 647.797 km² — Manitoba – provins i Canada
- 651.036 km² — Saskatchewan – provins i Canada
- 661.848 km² — Alberta – provins i Canada
- 674.843 km² — Frankrig (hele den Franske Republiks territorium; inklusive oversøiske besiddelser og territorier, men eksklusive det franske territorium Terre Adélie i Antarktis, hvor højhedsret har været suspenderet siden Antarktistraktaten blev underskrevet i 1959)
- 678.500 km² — Myanmar (Burma)
- 680.887 km² — Østrig-Ungarn – før annekteringen af Bosnien-Hercegovina i 1908
- 690.000 km² — Texas – delstat i USA
- 710.850 km² — Marokko
- 721.000 km² — Qinghai – provins i Folkerepublikken Kina
- 752.614 km² — Zambia
- 756.626 km² — Chile
- 769.000 km² — USA's nationale skove
- 783.562 km² — Tyrkiet
- 801.150 km² — New South Wales – delstat i Australien
- 801.590 km² — Mozambique
- 803.940 km² — Pakistan
- 825.418 km² — Namibia
- 916.445 km² — Venezuela
- 917.741 km² — Ontario (område)
- 923.768 km² — Nigeria
- 925.186 km² — British Columbia (område)
- 944.753 km² — British Columbia – provins i Canda
- 948.087 km² — Tanzania (land placeret som nummer 30 efter areal)
- 980.000 km² — South Australia – delstat i Australien
- Områder større end 1.000.000 km²

## Ekstern henvisning
- Konverteringsmaskine mellem areal-enheder Arkiveret 10. november 2004 hos  Wayback Machine